# Zapadnonovogvinejski jezici
Zapadnonovogvinejski jezici, ogranak južnohalmaherskih-zapadnonovogvinejskih jezika. Obuhvaća 34 jezika iz indonezijskog dijela Nove Gvineje.
a. Bomberai, 2 jezika: bedoanas, erokwanas,
b. Cenderawasih (ili Cenderawasih Bay jezici) 32: 
b1. Biak jezici, 3 jezika: biak, dusner, meoswar.
b2. Iresim (1): iresim
b3. Mor (1): mor
b4. Raja Ampat (10) : as, biga, gebe, kawe, legenyem, ma'ya, maden, matbat, waigeo, wauyai.
b5. Tandia (1) : tandia
b6. Waropen (1) waropen
b7. Yapen (13) : ambai, ansus, busami, kurudu, marau, munggui, papuma, pom, roon, serui-laut, wabo, wandamen, woi.
b8. Yaur (1):  yaur
b9. Yeretuar (1) yeretuar

## Vanjske poveznice
- Ethnologue (14th)
- Ethnologue (15th)